# Will Magnay
Will Scott Magnay (Brisbane, 10 giugno 1998) è un cestista australiano.